# 이정민 (축구인)
이정민(1975년 11월 25일 ~ )은 대한민국의 전 축구 심판이며, 대한축구협회의 심판위원회 위원장을 역임하였다.

## 심판 경력
대학교 재학 시절 2002년 월드컵을 보고 자격증을 취득 하였다.
2002년 심판으로 입문해 주로 부심으로 활동했다. 2009년부터 2016년까지 국제 심판으로 활약하면서 2011년 국제축구연맹(FIFA) 콜롬비아 U-20 월드컵 등 주요 국제 대회에 참가했다.
2022년 하나원큐 FA컵 결승전 경기를 마지막으로 심판직에서 은퇴했다.
2023년 1월, 대한축구협회 심판위원회 부위원장에 선임되었고
심판위원회는 지난 4월 초 대한축구협회 이사진 일괄 사퇴로 김동진 당시 심판위원장이 물러난 이후 부위원장 대행 체제로 운영됐다.
2023년 6월 28일, 대한축구협회 심판위원장으로 공식 선임되었다.

## 수상 내역
- 대한축구협회 올해의 심판상 : 2020

## 참여 대회
- K리그1
- AFC 챔피언스리그
- 2011년 FIFA U-20 월드컵